# Liste der Bau- und Bodendenkmale im Landkreis Oberspreewald-Lausitz

Karte des Landkreises Oberspreewald-Lausitz

Die Liste der Bau- und Bodendenkmale im Landkreis Oberspreewald-Lausitz enthält die Kulturdenkmale (Bau- und Bodendenkmale) im Landkreis Oberspreewald-Lausitz. Grundlage der Einzellisten sind die in den jeweiligen Listen angegebenen Quellen. Die Angaben in den einzelnen Listen ersetzen nicht die rechtsverbindliche Auskunft der zuständigen Denkmalschutzbehörde.

## Aufteilung
Wegen der großen Anzahl von Kulturdenkmalen im Landkreis Oberspreewald-Lausitz ist diese Liste in Teillisten nach den Städten und Gemeinden aufgeteilt. Bei Orten innerhalb des sorbischen Siedlungsgebiets ist der sorbische Ortsname in Klammern angegeben.
| Stadt/Gemeinde               | Karte | Denkmallisten                             | Bild eines Denkmals           |
| ---------------------------- | ----- | ----------------------------------------- | ----------------------------- |
| Altdöbern                    |       | - Baudenkmale - Bodendenkmale             | Schloss                       |
| Bronkow                      |       | - Baudenkmale - Bodendenkmale             | Dorfkirche                    |
| Calau (Kalawa)               |       | - Baudenkmale - Bodendenkmale             | Stadtkirche                   |
| Frauendorf                   |       | - keine Baudenkmale - Bodendenkmale       |                               |
| Großkmehlen                  |       | - Baudenkmale - Bodendenkmale             | Schloss                       |
| Großräschen                  |       | - Baudenkmale - Bodendenkmale             | Pfarrkirche St. Antonius      |
| Grünewald                    |       | - keine Baudenkmale - Bodendenkmale       | Steinkreuz Grünewald          |
| Guteborn                     |       | - Baudenkmale - Bodendenkmale             | Schlosskapelle                |
| Hermsdorf                    |       | - Baudenkmale - Bodendenkmale             | Dorfkirche                    |
| Hohenbocka                   |       | - Baudenkmale - keine Bodendenkmale       | Schloss                       |
| Kroppen                      |       | - Baudenkmale - keine Bodendenkmale       | Gutspark                      |
| Lauchhammer                  |       | - Baudenkmale - Bodendenkmale             | Biotürme                      |
| Lindenau                     |       | - Baudenkmale - Bodendenkmale             | Schloss                       |
| Lübbenau/Spreewald (Lubnjow) |       | - Baudenkmale - Bodendenkmale             | Stadtkirche St. Nikolai       |
| Luckaitztal                  |       | - Baudenkmale - Bodendenkmale             | Friedhofskapelle Buchwäldchen |
| Neu-Seeland (Nowa Jazorina)  |       | - Baudenkmale - Bodendenkmale             | Liesker Kirche                |
| Neupetershain (Nowe Wiki)    |       | - Baudenkmale - Bodendenkmale             | Gutshaus Geisendorf           |
| Ortrand                      |       | - Baudenkmale - Bodendenkmale             | Marktplatz                    |
| Ruhland                      |       | - Baudenkmale - Bodendenkmale             | Marktplatz                    |
| Schipkau                     |       | - Baudenkmale - Bodendenkmale             | Henrietten-Kirche             |
| Schwarzbach                  |       | - Baudenkmale - Bodendenkmale             | Gutshaus                      |
| Schwarzheide                 |       | - Baudenkmale - keine Bodendenkmale       | Lutherkirche                  |
| Senftenberg (Zły Komorow)    |       | - Baudenkmale - Bodendenkmale             | Schloss                       |
| Tettau                       |       | - keine Baudenkmale - keine Bodendenkmale |                               |
| Vetschau/Spreewald (Wětošow) |       | - Baudenkmale - Bodendenkmale             | Schloss                       |